# Impulsion de Gabor
 (janvier 2018).
Si vous disposez d'ouvrages ou d'articles de référence ou si vous connaissez des sites web de qualité traitant du thème abordé ici, merci de compléter l'article en donnant les références utiles à sa vérifiabilité et en les liant à la section « Notes et références ».
L'impulsion de Gabor, du nom du physicien hongrois Dennis Gabor, est plus connue sous le nom de gaussienne modulée. C'est une fonction mathématique utilisée comme signal d'excitation dans les simulateurs d'électromagnétisme. Elle présente l'avantage d'être infiniment dérivable, et elle hérite de la propriété fondamentale de la gaussienne : son invariance de forme par la transformation de Fourier.

## Expression générale de l'impulsion de Gabor
La gaussienne modulée est un simple produit entre une gaussienne et une sinusoïde :
où :
- {\displaystyle t_{0}} est un retard permettant d'avoir le début de la gaussienne en temps positif
- {\displaystyle f_{0}} est la fréquence centrale de la gaussienne duale obtenue après transformation de Fourier (dans un simulateur électromagnétique par exemple, on la choisirait de manière à ne pas exciter les modes en dessous d'une certaine fréquence)
- {\displaystyle \sigma } est l'écart-type de la gaussienne (il va donc influer sur la fréquence haute dans le domaine fréquentiel)

## Domaine fréquentiel
On s'intéresse à la transformée de Fourier de l'impulsion de Gabor.
Sachant que :
- la transformée de Fourier d'une gaussienne est également une gaussienne, d'écart-type inversement proportionnel à celui du domaine temporel
- la transformée de Fourier d'une sinusoïde est deux impulsions de Dirac, situées de part et d'autre de l'origine

les propriétés du produit de convolution permettent de conclure après calculs que :